# Psorinia
Psorinia Gotth. Schneid. (łuszczyca) – rodzaj grzybów z rodziny misecznicowatych (Lecanoraceae). Należą do niego dwa gatunki, w Polsce występuje jeden. Ze względu na współżycie z glonami zaliczany jest do grupy porostów.

## Systematyka i nazewnictwo
Pozycja w klasyfikacji według Index Fungorum: Lecanoraceae, Lecanorales, Lecanoromycetidae, Lecanoromycetes, Pezizomycotina, Ascomycota, Fungi.
Nazwa polska według W. Fałtynowicza.

## Gatunki
- Psorinia conglomerata (Ach.) Gotth. Schneid. 1980 – łuszczyca skupiona, garbatka skupiona
- Psorinia lepidotella (Nyl.) Gotth. Schneid. 1980

Nazwy naukowe na podstawie Index Fungorum. Nazwy polskie według W. Fałtynowicza.